# Оружейный переулок
Оруже́йный переу́лок — переулок в Тверском районе Центрального административного округа города Москвы. В первой половине XX века проходил от Триумфальной площади до Угольной площади (ныне упразднённой), в настоящее время дома по переулку сохранились на протяжении от Триумфальной площади до Краснопролетарской улицы. Нумерация домов ведётся от Триумфальной площади.

## Происхождение названия
Оружейный переулок назван по находившейся в этой местности в XVIII веке слободе мастеров Оружейной палаты.. В середине XIX века на плане Хотева отмечен как Оружейная улица.

## Примечательные здания и сооружения

### По чётной стороне
По чётной стороне дома не сохранились.

### По нечётной стороне
- № 3 — «Дом Пастернака». Здесь в 1890 году родился русский писатель и поэт Борис Пастернак. В 2002 году компания «Тирг» незаконно надстроила здание мансардой. В ходе строительных работ собственниками здания были уничтожены интерьеры, кардинально изменён облик и объём памятника архитектуры, а также его объёмно-пространственное восприятие. По иску Москомнаследия мансарда должна быть снесена[3].
- № 25 жилой девятиэтажный дом построен в 1960-х гг
- № 27/2/5 — жилой дом НКВД (1934—1936, архитекторы И. А. Голосов, И. Маркузе)[4]. В 1997 году к зданию был пристроен портик (архитекторы М. Филиппов, Т. Филиппова)[5].
- № 41 — многофункциональный административно-торговый комплекс с подземной автостоянкой — бизнес-центр «Оружейный» (27 этажей, высота 120 м)[6].
- № 43 — доходный дом А. В. Лобозева (изменение фасада в 1903 году, архитектор Н. Д. Струков; перестройка в 1911—1912 годах — архитектор Э.-Р. К. Нирнзее). В 1980-е годы дом был капитально перестроен, в результате чего потерял некоторые элементы оформления и внутреннего убранства[7]. В настоящее время здесь размещается Департамент здравоохранения города Москвы.
- № 45.  памятник архитектуры (федеральный), утрачен — на это месте стоял дом-кузница XVIII века. Здание, пустовавшее несколько лет, было незаконно снесено в октябре 2006 года арендатором ЗАО «Дизар» без санкции Росохранкультуры, сославшись на предписания МЧС и административно-технической инспекции[8], после чего был вырыт котлован для дальнейшей коммерческой застройки участка. В 2010 году генеральный директор компании был признан виновным в намеренном уничтожении памятника и приговорён к штрафу в размере 400 тыс. руб[9].
- № 47 — дом дореволюционной постройки на углу с Краснопролетарской улицей[10] был снесён в начале 1980-х годов. Его снос был заснят и показан в начале и в финале советского двухсерийного художественного фильма Михаила Козакова «Покровские ворота» (1982). По сюжету телефильма, вместе со сносом дома уходит в прошлое жизнь и молодость его обитателей, а также исчезает сама старая Москва.